# Dyckia goehringii
Dyckia goehringii là một loài thực vật có hoa trong họ Bromeliaceae. Loài này được E.Gross & Rauh mô tả khoa học đầu tiên năm 1991.